# Сітчастокрилі
Сітчастокрилі (Neuroptera, синонім: Planipennia) — ряд новокрилих комах з повним перетворенням. Ця відносно невелика група, нині вченими описано 5937 видів, включаючи 469 викопних видів (Zhang, 2013).
Сітчастокрилі мають витягнуте тіло з м'якими покривами. Дві пари крил цих комах покриті густою мережею жилок. Забарвлення сітчатокрилих ніжно-зелене або буре, часто з яскраво-золотистими очима. До ряду належать такі представники, як золотоочки, мурашині леви, мантиспи.
Сітчастокрилі — переважно хижі комахи. Найбільші відмінності в морфології і екології представників ряду спостерігаються на личинковій стадії. Це добре видно на прикладі мурашиного лева звичайного. Три види сітчастокрилих занесено до Червоної книги України.